# Крымская солидарность
«Крымская солидарность» (укр. Кримська солідарність) — общественное объединение правозащитной направленности, созданное в 2016 году в Крыму. В сферу деятельности входит защита арестованных, поддержка родственников заключённых, работа в качестве гражданских журналистов для освещения обысков и судебных процессов. Работа «Крымской солидарности» построена на методах ненасильственного сопротивления. Активисты организации неоднократно подвергались арестам со стороны российских властей полуострова.

## История
В 2016 году в Крыму начались задержания крымских татар и мусульман по подозрению в участии в организации «Хизб ут-Тахрир». «Хизб ут-Тахрир» признан Российской Федерацией, контролирующей полуостров Крым с 2014 года, террористической организацией. При этом организация легально работает в Украине, контролировавшей полуостров до 2014 года.
В феврале 2016 года по подозрению в деятельности «Хизб ут-Тахрир» в Ялте сотрудники ФСБ задержали Муслима Алиева, Вадима Сирука, Эмира-Усеина Куку и Инвера Бекирова. Спустя два месяца в Севастополе подверглись аресту Руслан Зейтуллаев, Рустем Ваитов, Ферат Сейфуллаев и Нури Примов, трое из которых ранее уже были освобождены из заключения по другому уголовному делу.
9 апреля 2016 года в одном из кафе Севастополя Крымская контактная группа по правам человека впервые организовала встречу правозащитников с адвокатами и семьями задержанных крымских татар. Среди адвокатов на встрече присутствовали Эмиль Курбединов, Сергей Легостов и Ваграм Широян. Этот день участники встречи считают днём основания объединения, которое позднее получит название «Крымская солидарность». Название, по словам правозащитника Абдурешита Джеппарова, отсылает к истории польского профсоюзного движения «Солидарность». 15 апреля 2016 года было принято решение проводить подобные встречи систематично и публично для координации финансовой и юридической помощи семьям крымских татар. Со временем у движения появился логотип с изображением крепости, символизирующей «силу духа, неприступность и защиту людей».
Деятельность «Крымской солидарности» сосредоточилась на юридической защите, гражданской журналистике и помощи семьям заключённых. Организация построена за счёт горизонтальных связей и децентрализации в её управлении. Активисты «Крымской солидарности» производят фото- и видео съёмку своих собраний, а затем выкладывают отчёты в социальных сетях и личных страницах. К 2021 году на официальную страницу движения в Facebook было подписано более 13 тысяч человек. Так одним из направлений работы участников движения стало создание сети гражданских журналистов в Крыму. Данная сеть помогла найти волонтёров, которые ведут прямые эфиры с судебных заседаний или следственных мероприятий. Российская правозащитница Татьяна Локшина оценивает «Крымскую солидарность» как главный источник информации о правах человека в Крыму, поскольку после установления российского контроля над полуостровом были закрыты независимые издания и ряд СМИ крымских татар. «Крымская солидарность» трижды упоминалась в резолюциях Генеральной Ассамблеи ООН о «Положении в области прав человека в Автономной Республике Крым и городе Севастополе» (2019, 2020, 2021).
В рамках своей деятельность волонтёры помогают родственникам заключённых, собирают передачи заключённым. Для помощи детям заключённых был создан проект «Крымское детство». По состоянию на 2019 год организация собирала на поддержку 68 политзаключенных их 180 детей около 30 тысяч долларов в месяц. Одной из самых известных инициатив «Крымской солидарности» является «Крымский марафон», в рамках которого собираются деньги мелкими монетами для оплаты крупных штрафов.
Активисты «Крымской солидарности» неоднократно подвергались обыскам, арестам и слежке. Так в январе 2018 года встреча активистов в Судаке была прервана российскими силовиками. В марте 2018 года был арестован Нариман Мемедеминов, а в мае — Сервер Мустафаев и Эдем Смаил. Самое массовое задержание по делу участия в «Хизб ут-Тахрир» состоялась в марте 2019 года, когда были арестованы 25 человек, большинство из которых были участниками «Крымской солидарности». По состоянию на 2021 год в заключении находилось 9 активистов движения — Сервер Мустафаев, Тимур Ибрагимов, Марлен Асанов, Сейран Салиев, Ремзи Бекиров, Руслан Сулейманов, Осман Арифмеметов, Рустем Шейхалиев, Амет Сулейманов (домашний арест).
Другим направлением работы «Крымской солидарности» стала подготовка «общественных защитников». Не имевших юридического образования активистов обучали профессиональные адвокаты и юристы в течение недели. Общественные защитники приняли участие в защите более 70 человек, задержанных 14 октября 2017 года во время одиночных пикетов с лозунгами на плакатах («Крымские татары не террористы. Верните детям их отцов», «Прекратите репрессии против крымских татар» и «Обвинение в экстремизме и терроризме — геноцид крымских татар»). Силами активистов также была создана серия мультфильмов с советами адвокатов. Озвучил мультфильм адвокат Эдем Семедляев.